# Чаморро, Кевин
Кевин Хосе Чаморро Родригес (исп. Kevin José Chamorro Rodríguez; 8 апреля 2000, Либерия, Коста-Рика) — коста-риканский футболист, вратарь.

## Карьера
Воспитывался в семье матери-одиночки, которая ради воспитания детей трудилась на двух работах. Для того, чтобы посещать футбольную секцию, Чаморро проходил в день по 40 километров. По этой причине в 12 лет он переехал ближе к столице.
На взрослом уровне в феврале 2018 года дебютировал в команде «Кармелита». Затем некоторое время выступал за «Сан-Карлос». В 2021 году талантливый голкипер попал в одну из самых популярных команд страны — «Депортиво Саприсса». Через сезон он стал ее первым номером и продлил с ней контракт на четыре года.

### В сборной
В составе сборной Коста-Рики до 17 лет принимал участие в Чемпионате мира по футболу среди юниоров в Индии. Впервые в главную национальную команду страны был вызван в 19 лет, однако дебютировал за нее только через четыре года. В июне 2023 года стал основным голкипером костариканцев на Золотом Кубке КОНКАКАФ.

## Достижения
- Чемпион Коста-Рики (3): 2021 (Клаусура), 2022 (Апертура), 2023 (Клаусура).